# Wil Roebroeks

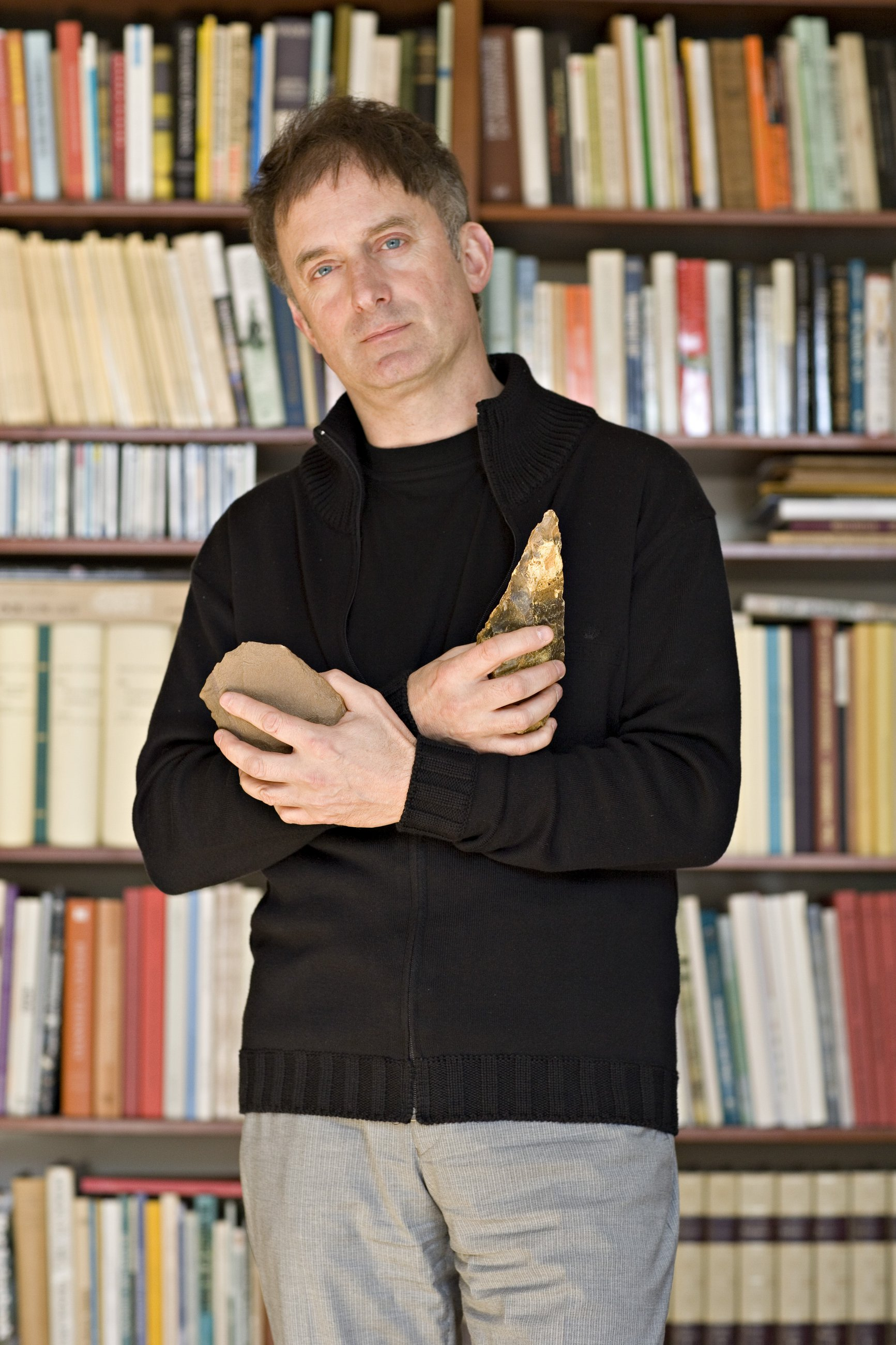
Wil Roebroeks (2007)

Wil Roebroeks (* 5. Mai 1955) ist ein niederländischer Prähistoriker, der sich mit der Altsteinzeit (Paläolithikum) in Europa befasst.
Roebroeks studierte Geschichte an der Universität Nijmegen mit dem Abschluss 1979 und Vorgeschichte an der Universität Leiden mit dem Abschluss 1982. Zu dieser Zeit bearbeitete er Funde aus dem unteren und mittleren Paläolithikum der Niederlande und startete ein großes internationales Ausgrabungsprojekt über altsteinzeitliche Funde (Alter rund 250.000 Jahre) im Belvedere-Steinbruch bei Maastricht. Für seine Dissertation 1989 in Leiden erhielt er den W.-A.-van-Es-Preis. 1992 initiierte er das europäische Netzwerk Paläolithische Besiedlung Europas und war dessen Sekretär. 1993 wurde er Dozent in Leiden und erhielt ein Pionier-Stipendium der NWO. 1996 wurde er auf den neu geschaffenen Lehrstuhl für paläolithische Archäologie an der Universität Leiden berufen.
Er unternahm Feldstudien in Maastricht (Belvedere-Steinbruch), England (Boxgrove, Happisburgh 1), Frankreich (Vézère-Tal), Deutschland (Neumark-Nord 2 im Geiseltal) und Nordost-Russland.
Viele der Funde von Artefakten für frühe Hominiden in Europa sind umstritten, und Roebroeks war mit anderen an der Widerlegung entsprechender Berichte zur Fundstelle Untermaßfeld (rund 1 Million Jahre alt) in Thüringen beteiligt.
2007 erhielt er den Spinoza-Preis und 2010 den Humboldt-Forschungspreis. 2001 erhielt er den Europa-Preis der Prehistoric Society. Er ist Mitglied der Königlich Niederländischen Akademie der Wissenschaften (2001), der Academia Europaea (2017) und korrespondierendes Mitglied des Deutschen Archäologischen Instituts (1999). 
Er war Mitherausgeber des Journal of Human Evolution und von Current Anthropology.

## Schriften
- From find scatters to early hominid behaviour: A study of middle palaeolithic riverside settlements at Maastricht-Belvedere, Universität Leiden 1988
- Herausgeber mit Thijs van Kolfschoten: The earliest occupation of Europe, Universität Leiden, Analectica Praehistorica Leidensia 27, 1993 (Workshop Tautavel, Frankreich 1993)
- Herausgeber: The earliest occupation of Europe, Universität Leiden 1996
- Herausgeber mit Clive Gamble: The Middle Palaeolithic Occupation of Europe, Universität Leiden 1998
- Herausgeber mit Margherita Mussi, Jiri Svoboda, Kelly Fennema: Hunters of the Golden Age: The Mid Upper Palaeolithic of Eurasia 30, 000-20, 000 BP, Universität Leiden 2000
- Oermensen in Nederland. De Archeologie van de Oude Steentijd, Meulenhoff 1990 (Populärwissenschaftlich, erhielt 1991 den  Kijk/Wetenschapsweek Preis)
- Das Bild vom Urmenschen im Wandel der Zeit: Zur Geschichte der heutigen Auffassungen und Auseinandersetzungen in der Urgeschichtenforschung, Jahrbuch des römisch-germanischen Zentralmuseums Mainz, 40. Jahrgang 1993 (Sechste Rudolf-Virchow-Vorlesung, 1993)